# Kellermensch
Kellermensch er et dansk rockband med rødder i Esbjerg og metalbandet Brudevalsen. Kellermensch blev dannet i 2006 og antog deres navn med inspiration fra Fjodor Dostojevskijs Kældermennesket.
I januar 2009 udsendte gruppen sit selvbetitlede debutalbum på selskabet Persona Non Grata; et album, der høstede flotte anmeldelser og gav Kellermensch mulighed for at optræde på både SPOT Festival og Roskilde Festival i såvel 2009 som 2010. Gruppen åbnede ligeledes Roskilde Festivals Orange Scene i 2012, ligesom den har optrådt ved Made In Esbjerg, turneret i Tyskland og givet showcases på de udenlandske branchefestivaler Popkomm i Berlin (september 2010) og Eurosonic i Groningen (januar 2011).
Kellermensch underskrev i maj 2011 en pladekontrakt med Universal Music i Tyskland, som 24. juni samme år udsendte bandets første internationale album. Dette album indeholdt otte numre fra debutalbummet samt de fire sange fra ep'en 'Narcissus', som udkom i 2010.
I 2014 annoncerede bandet, at de arbejdede på nyt materiale. I januar 2017 udsendtes albummet 'Goliath', der høstede stor ros i medierne, heriblandt flotte anmeldelser i Berlingske, Politiken, Information, GAFFA og Soundvenue. Samme år gav gruppen atter koncert på Roskilde Festival. I 2018 optrådte Kellermensch bl.a. på festivalerne NorthSide og Copenhell.
Kellermensch henter musikalsk inspiration hos både Nick Cave & the Bad Seeds' dramatiske mørkemandsrock, Kaizers Orchestras teatralske kabaretrock samt progressive metalbands som Tool og Neurosis.
Kellermensch har et meget blandet publikum og er det eneste band, der (2018) har spillet på både metalfestivallen Copenhell og Tønder Festival.
I 2020 annoncerede Kellermensch en danmarksturné og et nyt album.

## Anmeldelser
Kellermensch har høstet gode anmeldelser for deres selvbetitlede debutalbum, der udkom gennem Persona Non Grata Records/Target Distribution den 26. januar 2009
Kellermensch var blandt de nominerede til titlen P3 talent 2010, som uddeltes 14. januar 2011, men prisen gik til Agnes Obel
I 2013 afholdt bandet en række koncerter, bl.a. på Radar i Aarhus, som blev omtalt som "verdensklasse" i Gaffa. I foråret 2014 aflyste de blandt andet deres optræden ved Nordic Noise Festival, angiveligt for at koncentrere sig om indspilningen af et nyt album.
Bandets koncert på SPOT Festival i 2017 fik 6/6 stjerner i GAFFA.

## Medlemmer
- Christian Sindermann (rå vokal, trædeorgel)
- Sebastian Wolff (clean vokal, guitar)
- Jan V. Laursen (guitar)
- Claudio Wolff Suez (bas)
- John V. Laursen (gulvbas, guitar)
- Anders Ravn (trommer)
- Nils Gröndahl (Violin/bratsch live)
- Mads Bjørn (Keyboard,clean vokal live)

## Diskografi

### Studiealbums
- Kellermensch (2009)
- Goliath (2017)
- Capitulism (2022)

### EP'er
- Narcissus (2010)

### Singler
- "Nothing" (2020)
- "Mission" (2020)

## Ekstern henvisning
- Kellermensch' officielle hjemmeside

- Wikimedia Commons har flere filer relateret til Kellermensch

| Musikgruppe | Spire Denne artikel om en dansk musikgruppe er en spire som bør udbygges. Du er velkommen til at hjælpe Wikipedia ved at udvide den. |